# 일본국 헌법 제52조
일본국 헌법 제52조(일본어: 日本国憲法第52条)은 일본국 헌법 제4장 "국회"의 조문 중 하나이다. 국회의 상회(정기회)에 대해 규정하고 있다.

## 조문
일본국 헌법 제52조
국회의 상회는 매년 1회 이를 소집한다.

## 해설
본조에 따라 국회법 제2조에서는 국회의 상회(정기회)에 대해 "매년 1월 중에 소집하는 것을 상례로 한다"라고 규정하고 있다. 동법 제10조에서는 "상회의 회기는 150일로 한다"라고 규정하고 있으며, 동법 제12조 제2항에서는 "상회의 회기 연장은 1회만 가능하다"라고 규정하고 있다.